# 越桔杜鹃
越桔杜鹃（学名：Rhododendron vaccinioides）为杜鹃花科杜鹃花属下的一个种。

## 扩展阅读
- 維基物種上的相關：越桔杜鹃